# Svetlana Mojsov
Svetlana Mojsov, född 8 december 1947 i Skopje i dåvarande Jugoslavien, är en makedonsk-amerikansk biokemist verksam vid Rockefeller University i New York. Mojsovs forskning har kretsat kring att ta fram den fysiologiskt aktiva formen av hormonet GLP-1.
Mojsovs forskning har, tillsammans med Joel Habener och Lotte Bjerre Knudsens forskning, lett till nya behandlingar av obesitas. Arbetet har bland annat lett till att de tilldelats Laskerpriset 2024.
Hon är dotter till politikern Lazar Mojsov.